# 1300
1300（千三百、せんさんびゃく）は、自然数また整数において、1299の次で1301の前の数である。

## 性質
- 1300は合成数であり、約数は1, 2, 4, 5, 10, 13, 20, 25, 26, 50, 52, 65, 100, 130, 260, 325, 650, 1300である。
  - 約数の和は3038。
  - 約数を18個もつ22番目の数である。1つ前は1280、次は1332。
- 1300 = 15 + 25 + 35 + 45
  - 自然数の5乗和とみたとき1つ前は276、次は4425。
  - n = 5 のときの 1n + 2n + 3n + 4n の値とみたとき1つ前は354、次は4890。
  - 4連続整数の5乗和とみたとき1つ前は276、次は4424。ただし自然数の範囲では最小である。
- 287番目のハーシャッド数である。1つ前は1296、次は1302。
  - 4を基とする8番目のハーシャッド数である。1つ前は1120、次は2020。
- 1300 = 22 × 52 × 13
  - 3つの異なる素因数の積で p 2 × q 2 × r の形で表せる17番目の数である。1つ前は1116、次は1332。(オンライン整数列大辞典の数列 A179643)
- 1/1300 = 0.00076923… (下線部は循環節で長さは6)
  - 逆数が循環小数になる数で循環節が6になる119番目の数である。1つ前は1295、次は1344。
- 1300 = 122 + 162 + 302 = 182 + 202 + 242
  - 異なる3つの平方数の和2通りで表せる220番目の数である。1つ前は1297、次は1318。(オンライン整数列大辞典の数列 A025340)
- 1300 = 64 + 4
  - n = 4 のときの 6n + n の値とみたとき1つ前は219、次は7781。(オンライン整数列大辞典の数列 A226200)
- 1300 = 362 + 4
  - n = 36 のときの n 2 + 4 とみたとき1つ前は1229、次は1373。
- 1300 = 382 − 144
  - n = 38 のときの n 2 − 122 の値とみたとき1つ前は1225、次は1377。(オンライン整数列大辞典の数列 A132766)
- 各位の和が4になる25番目の数である。1つ前は1210、次は2002。
  - 各位の和が桁数に等しくなる19番目の数である。1つ前は1210、次は2002。(オンライン整数列大辞典の数列 A061384)

## その他 1300 に関連すること
- 西暦1300年
- 1300系、1300形を称する鉄道車両
- 平城遷都1300年祭：2010年に奈良県で行われたイベント。
- ホンダ・1300：本田技研工業がかつて生産、販売していた4ドアセダンおよび2ドアクーペの小型乗用車。